# Deutsche Gesellschaft für Allgemein- und Viszeralchirurgie
Die Deutsche Gesellschaft für Allgemein- und Viszeralchirurgie e. V. (DGAV) ist eine medizinische Fachgesellschaft für Allgemein- und Viszeralchirurgie in Deutschland. Zweck ist die Förderung von Forschung, Aus- und Weiterbildung, Qualitätssicherung auf dem Gebiet der Allgemein- und Viszeralchirurgie sowie interdisziplinäre Zusammenarbeit mit benachbarten Disziplinen wie Gastroenterologie, Unfallchirurgie oder Gynäkologie. Die DGAV wurde 1998 gegründet. Sitz der Gesellschaft ist Berlin. Die DGAV hat ca. 6.300 Mitglieder.

## Mitgliedschaften
Der Verein ist Mitglied der Arbeitsgemeinschaft der Wissenschaftlichen Medizinischen Fachgesellschaften (AWMF) und der Deutschen Gesellschaft für Chirurgie.

## Arbeitsgemeinschaften
Vereinsintern gibt es Arbeitsgemeinschaften, die sich mit speziellen Themen wissenschaftlich auseinandersetzen und Stellungnahmen, Empfehlungen sowie Leitlinien erstellen.
- Assoziation Chirurgische Onkologie (ACO)[2]
- Chirurgische Arbeitsgemeinschaft perioperatives Management in der Viszeralchirurgie (CA PeriVis)[3]
- Chirurgische Arbeitsgemeinschaft Ambulante Chirurgie (CAAC)
- Chirurgische Arbeitsgemeinschaft für Adipositastherapie und metabolische Chirurgie (CAADIP)[4]
- Chirurgische Arbeitsgemeinschaft für Colo-Proktologie (CACP)[5]
- Chirurgische Arbeitsgemeinschaft Endokrinologie (CAEK)[6]
- Chirurgische Arbeitsgemeinschaft für Endoskopie und Sonografie (CAES)[7]
- Chirurgische Arbeitsgemeinschaft Hernien (CAH)[8]
- Chirurgische Arbeitsgemeinschaft Junge Chirurgen (CAJC)
- Chirurgische Arbeitsgemeinschaft für Leber-, Galle- und Pankreaserkrankungen (CALGP)[9]
- Chirurgische Arbeitsgemeinschaft für minimalinvasive Chirurgie (CAMIC)[10]
- Chirurgische Arbeitsgemeinschaft Militär- und Notfallchirurgie (CAMIN)
- Chirurgische Arbeitsgemeinschaft Oberer Gastrointestinaltrakt (CAOGI)
- Chirurgische Arbeitsgemeinschaft für Transplantationschirurgie (CAT)[11]

## Arbeitsgruppen
Neben den Arbeitsgemeinschaften gibt es Arbeitsgruppen, die durch den Gesellschaftsvorstand nach der Geschäftsordnung der DGAV eingesetzt werden. Aufgabe der Arbeitsgruppen ist die Bearbeitung bestimmter Themengebiete und die Beratung des Vorstandes bei entsprechenden Fragestellungen.
- Gendermedizin
- Hereditäre Gastrointestinale Karzinome
- Allgemein- und Viszeralchirurgische Infektionen
- Weiterbildungscurriculum
- Weiterbildungsordnung
- Zukunftsdialog – Förderer der CAJC

## DGAV-StuDoQ
Das DGAV-StuDoQ ist das Studien-, Dokumentation- und Qualitätszentrum der DGAV. Hier werden die folgenden Register geführt:
- StuDoQ|HIPEC: Das HIPEC-Register der DGAV (Hypertherme intraperitoneale Chemotherapie)
- StuDoQ|Kolonkarzinom: Register zur Qualitätssicherung von Kolon-Karzinomen[13]
- StuDoQ|LapSigma: Register zur Qualitätssicherung von laparoskopischen Sigmaresektionen
- StuDoQ|Metabolische und bariatrische Erkrankungen: Register zur Qualitätssicherung adipositaschirurgischer Operationen
- StuDoQ|NOTES: Das nationale NOTES Register der DGAV
- StuDoQ|Pankreas: Register zur Qualitätssicherung von operativ behandelten Erkrankungen des Pankreas[13]
- StuDoQ|Rektumkarzinom: Register zur Qualitätssicherung von Rektum-Karzinomen[13]
- StuDoQ|Robotik: Register zur Qualitätssicherung robotik-assistierter Operationen in der Allgemein- und Viszeralchirurgie[14]
- StuDoQ|Schilddrüse: Register zur Erfassung chirurgischer Eingriffe bei benignen und malignen Erkrankungen der Schilddrüse[15]
- StuDoQ|Leberchirurgie: Register zur Erfassung chirurgischer Eingriffe bei benignen und malignen Erkrankungen der Leber
- StuDoQ|Öshophaguschirurgie: Register zur Erfassung chirurgischer Daten zu Ösophagusoperationen
- StuDoQ|Magenchirurgie: Register zur Erfassung chirurgischer Daten zu Magenoperationenen

## Publikationen und Tätigkeiten
Über die Arbeitsgemeinschaften setzt sich die DGAV für eine systematische ärztliche und pflegerische Aus-, Weiter- und Fortbildung auf dem Gebiet der Allgemein- und Viszeralchirurgie ein. Es werden wissenschaftliche Studien auf dem Gebiet sowie die Umsetzung der Ergebnisse in die medizinische Praxis gefördert. Die DGAV engagiert sich in der Qualitätssicherung sowie der Aufklärung der Bevölkerung über die Krankheiten des Fachgebietes. Die Arbeitskreise veröffentlichen Stellungnahmen, Empfehlungen und Leitlinien sowie aktuelle Forschungsergebnisse.

## Leitlinien zur Behandlung
Die Gesellschaft entwickelt zu Themen ihres Fachgebiets medizinische Leitlinien, die im Rahmen des AWMF-Leitlinienprogramms veröffentlicht werden.

## Zertifizierungen
Die Gesellschaft unterhält ein kostenpflichtiges Zertifizierungsverfahren, das durch die Tochtergesellschaft DGAV GmbH durchgeführt wird.
Für verschiedene chirurgische Erkrankungen und Prozeduren wurden von den zuständigen DGAV Arbeitsgemeinschaften Qualitätsstandards entwickelt. Ihre Berücksichtigung müssen in einem Zertifizierungsverfahren durch die beantragende Einrichtung dargelegt werden.

## Preise und Stipendien
Die DGAV vergibt mehrere Preise für herausragende Leistungen auf dem Gebiet der Allgemein- und Viszeralchirurgie, darunter den Rudolf-Nissen-Preis und die Rudolf-Nissen-Medaille. Außerdem werden je ein Preis für herausragende Habilitations- und Dissertationsschriften im Fachgebiet vergeben. Darüber hinaus vergibt die DGAV ein Hospitationsstipendium und ein Reisestipendium für Ärzte in allgemein- und viszeralchirurgischer Weiterbildung.